# 大石庙镇
大石庙镇，是中华人民共和国河北省承德市双桥区下辖的一个乡镇级行政单位。

## 行政区划
大石庙镇下辖以下地区：
大石庙社区、太平庄社区、大石庙村、庄头营村、袁家庄村、马家庄村、双庙村、陈家沟村、车子沟村、西北沟村、石门沟村、太平庄村、鸡冠山村、雹神庙村、闫营子村、东沟村、鶖窝村、东营村和西营村。